# Assistancemedizin
Die Assistancemedizin leistet medizinische Hilfe bei Auslandsaufenthalten, bei denen ein Verständigungsproblem in der Sprache vorliegt. Der Assistance Arzt ist dann der Dolmetscher und Kooperationspartner zwischen Arzt und Patient.

## Ausführung
Der Hilfesuchende setzt sich mit einem Assistance-Arzt (meist aus dem eigenen Sprach- bzw. Kulturkreis) in Verbindung, der medizinisch fachübergreifende Kenntnisse (insbesondere der Chirurgie, der Innere Medizin, der Psychiatrie, der Kinderheilkunde, der Notfallmedizin u. a.) besitzt und der darüber hinaus mehrsprachig ist. Dieser Arzt kontaktiert die behandelnden Ärzte am Notfallort (Krankenhaus, Hotelzimmer, Campingplatz u. a.), macht sich so ein Bild über die Situation vor Ort und informiert dann seinerseits den Patienten oder dessen Angehörige in deren Muttersprache über das Ergebnis dieses Arztgesprächs. Dies ist wichtig in Fällen, in denen der Patient weder die Sprache des Reiselandes noch eine andere Sprache (Englisch o.a.) spricht oder wenn die behandelnden Ärzte vor Ort keine der gängigen Verkehrssprachen sprechen. Manchmal muss der Assistancemediziner seinerseits einen Dolmetscher einschalten, um bei weniger gängigen Sprachen den Kontakt herzustellen.

## Aufgabenbereich
Vom einfachen therapeutischen Rat über Impfungen bis zur Rückholung mit einem Ambulanzflugzeug organisiert der Assistancemediziner alle erforderlichen Maßnahmen entweder, bis keine weitere Hilfe mehr erforderlich ist oder bis der Patient an die Ärzte seines Heimatkrankenhauses übergeben worden ist. Auch Ratschläge bei Epidemien im Reiseland oder bei Tropenkrankheiten gehören zum Tätigkeitsgebiet des Assistancemediziners. Oft müssen auch Befunde über Vorerkrankungen, Allergien, Medikationen etc. vom Hausarzt erfragt und weitergegeben werden oder geeignete Ärzte vor Ort ermittelt und Kontakt zu diesen hergestellt werden.
Diese anspruchsvolle Tätigkeit erfordert Mediziner, die aufgrund ihrer medizinischen Kenntnisse und ihrer Sprachkenntnisse sich ein plastisches Bild der Situation vor Ort machen können und die erforderlichen Maßnahmen einschätzen können. Im Idealfall kennt der Assistancemediziner selbst das Reiseland und dessen medizinische Standards und Möglichkeiten.
Da diese Hilfeleistungen wegen hohen Organisationsaufwandes nicht ganz billig sind, empfiehlt sich für Reisende der Abschluss einer entsprechenden Versicherung rechtzeitig vor Reiseantritt. Denn ein etwa erforderlich werdender Rücktransport eines Schwerkranken unter intensivmedizinischer Betreuung mit dem Ambulanzjet z. B. von Neuguinea nach Frankfurt/M. kann schnell finanziell bedrohliche Ausmaße erreichen; Kosten von 50.000 € für einen solchen Flug sind keine Seltenheit. Auch bei Massenevakuierungen mit den MedEvacs ist die Vermittlung der auszufliegenden Patienten in seinem Zuständigkeitsbereich, über die zuständige Botschaft. Im akuten Notfall kann dann direkt über eine Notfallrufnummer mit 24 h Service ein erster Kontakt zum Assistancemediziner hergestellt werden.